# Behind (singel ATB)
Behind – drugi singel André Tannebergera z albumu Future Memories. Został wydany 6 lipca 2009 roku i zawiera siedem utworów. Piosenkę zaśpiewała włoska wokalistka Giuliana Fraglica.

## Lista utworów
| Nr | Tytuł                            | Długość |
| -- | -------------------------------- | ------- |
| 1. | Behind (ATB Vs. Callea Re-edit)  | 2:50    |
| 2. | Behind (Markus Gardeweg Remix)   | 6:29    |
| 3. | Behind (Taylor & Gallahan Remix) | 7:55    |
| 4. | Behind (Club Mix)                | 7:00    |
| 5. | Behind (EDX Radio Mix)           | 3:38    |
| 6. | Behind (EDX Remix)               | 7:15    |
| 7. | Behind (EDX Re-Dub)              | 6:28    |